# Hotel Hunger
Hotel Hunger er et dansk rockband dannet i 1985 i København. Beskrives i ældre Danske Musik-Leksikon: "Hotel Hunger gik fra at være et pompøst klingende indierock-band i 1980'erne til et respekteret og originalt melodisk rockorkester i 1990'erne".
Gruppen hed oprindeligt Baby Hotel Hunger, men i 1987 forkortede de navnet til det nuværende. Blandt gruppens mest kendte og succesfulde sange er "Sitting in a Room" fra Mars Needs Guitars fra 1995. Sangen nåede tiendepladsen på Tjeklisten. Nummeret bliver stadig spillet med jævne mellemrum på DRs radiokanaler.
Flere af bandmedlemmerne er blevet skiftet ud, men i dag er det:
- Jimmy Jørgensen (vokal)
- Michael Ziegler (bas)
- Henrik Botoft Andersen (guitar)

Bandet har i alt udgivet ni album samt en opsamlings-cd, der blev udgivet i slutningen af april 2006.

## Diskografi
- This Is Where the Fun Starts (1989)
- Waiting for Alice (1992)
- As Long As (1994)
- Frankie My Dear I Don´t Give a Damn (1994)
- Mars Needs Guitars (1995)
- Happy Hour (1996)
- Get Your Hands Off (1998)
- All That You Can Eat (2001)
- Who Do You Want to Be (2002)
- Godspeed (2004)
- Slut (2023)